# روي أوركوهارت
اللواء روبرت إليوت «روي» أوركوهارت (28 نوفمبر 1901 – 13 ديسمبر 1988) هو ضابط في الجيش البريطاني خدم في الحرب العالمية الثانية والطوارئ المالايوية.